# Barbara Morgan
Bàrbara Radding «Barb» Morgan (Fresno, Califòrnia, 28 de novembre de 1951) és, juntament amb Christa McAuliffe, la primera professora a ser seleccionada com a astronauta per part de la NASA, amb el càrrec d'Educador Especialista de Missió, dins del Projecte «Professor a l'Espai».
Morgan va viatjar a l'espai a bord del transbordador espacial Endeavour en la missió STS-118, llançada el dimecres 8 d'agost de 2007. Morgan inicialment va formar part de l'equip que, al costat de Christa McAuliffe, seria designada per a la fallida missió STS-51-L del Transbordador Espacial Challenger. La designació d'ambdues professores al programa espacial es va fer efectiva el 19 de juliol de 1985 i des de llavors Morgan ha format part del Programa Espacial Nord-americà.

## Biografia
Filla del Dr. Jerry Radding, va viure la seva infantesa a Fresno, Califòrnia, on va assistir al Liceu Hoover. Va aconseguir una B.A. amb distinció en Biologia Humana a la Universitat Stanford el 1973, i va obtenir la seva acreditació docent a la Universitat Notre Dame de Namur, a la propera ciutat de Belmont, el 1974.
Morgan està casada amb l'escriptor Clay Morgan, de McCall, Idaho; i tenen dos fills. Toca la flauta clàssica. Les seves aficions són la literatura, l'excursionisme, la natació i l'esquí de fons.

## Carrera com a professora
Morgan va iniciar la seva carrera docent el 1974 en la Flathead Indian Reserve i en la Elementary School en Arlee, Montana, on va ensenyar lectura i matemàtiques. Des de 1975 fins al 1978, va impartir classes de lectura i matemàtiques en el segon grau a la McCall-Donnelly Elementary School de McCall, Idaho. Des de 1978 fins al 1979, durant un any, Morgan va ensenyar anglès i ciències a tercer grau en el Colegio Americano de Quito, a Quito, Equador. Des de 1979 fins al 1998, va impartir classe a segon, tercer i quart grau en la McCall-Donnelly Elementary School.

## Carrera a la NASA
Morgan va ser seleccionada en l'equip de candidats a astronautes de la NASA sota el projecte Professor a l'Espai el 19 de juliol de 1985. Des de setembre de 1985 fins a gener de 1986, Morgan va entrenar al costat de Christa McAuliffe i la tripulació del Challenger al Centre Espacial Johnson de la NASA, a Houston, Texas. Després de la mort de la professora McAuliffe en la fallida missió del Challenger, Morgan va assumir les funcions del Programa Professor a l'Espai. Des de març a juliol de 1986, va treballar amb la NASA, en xerrades a organitzacions educatives de tot el país. A la tardor de 1986, Morgan va tornar a Idaho per reprendre la seva carrera docent. Va ensenyar en segon i tercer grau a l'Escola Elemental McCall-Donnelly i va continuar treballant amb la Divisió d'Educació de la NASA i l'Oficina de Recursos Humans i Educació. Les seves funcions en el Programa incloïen xerrades públiques, consultoria educativa, disseny de currículums i servei en la Fundació Nord-americana de Ciències (Fundació Nacional de Ciències) i en el Grup de treball Federal per a Dones i Minories en Ciència i Enginyeria de la Fundació Nacional de la Ciència.
Seleccionada per la NASA el gener de 1998 com la primera Educadora Astronauta, Morgan es va reportar al Centre Espacial Johnson a l'agost de 1998, per entrenar a temps complet com a astronauta. Completant amb dos anys més d'entrenament i avaluació, va ser assignada a tasques tècniques en la Branca d'Operacions de l'Oficina d'Astronautes de l'Estació Espacial CAPCOM, treballant en el Control de Missió com a Comunicador Primari amb Tripulacions en Òrbita.
Com molts altres astronautes i cosmonautes, Morgan és un operador de ràdio aficionat amb llicència, després d'haver aprovat l'examen de llicència de classe de tècnic el 2003. Això la va qualificar per utilitzar les instal·lacions de la ràdio aficionada al projecte de l'estació espacial internacional (ARISS).
Morgan va ser assignada a la tripulació de la missió STS-118, que continuarà amb l'acoblament de l'Estació Espacial Internacional. La missió va ser llançada amb èxit des del Centre Espacial Kennedy a Florida aproximadament a les 6:45 p. m. EDT, el 8 d'agost de 2007, seguint el llegat de Christa McAuliffe. Durant la seva estada a l'espai, Bàrbara Morgan va ensenyar algunes de les mateixes lliçons que Christa McAuliffe hauria impartit 21 anys enrere.